# Brett Connolly
Brett Connolly (ur. 2 maja 1992 w Campbell River, Kolumbia Brytyjska, Kanada) – hokeista kanadyjski, gracz ligi NHL, reprezentant Kanady.

## Kariera klubowa
- Prince George Cougars (2008 - 1.07.2011)
- Tampa Bay Lightning (1.07.2011 - 2.03.2015)
  -  Syracuse Crunch (2012 - 2014)
- Boston Bruins (2.03.2015 - 1.07.2016)
- Washington Capitals (1.07.2016 - 1.07.2019)
- Florida Panthers (1.07.2019 -

## Kariera reprezentacyjna
- Reprezentant Kanady na MŚJ U-18 w 2009
- Reprezentant Kanady na MŚJ U-18 w 2010
- Reprezentant Kanady na MŚJ U-20 w 2011
- Reprezentant Kanady na MŚJ U-20 w 2012

## Sukcesy
Reprezentacyjne
- Srebrnyy medal z reprezentacją Kanady na MŚJ U-20 w 2011
- Brązowy medal z reprezentacją Kanady na MŚJ U-20 w 2012

Klubowe
- Prince of Wales Trophy z zespołem Washington Capitals w sezonie 2017-2018
- Puchar Stanleya z zespołem Washington Capitals w sezonie 2017-2018

Indywidualne
- Występ w Meczu Gwiazd ligi AHL w sezonie 2013-2014